# Scrimă la Jocurile Olimpice de vară din 1996
Probele de scrimă la Jocurile Olimpice de vară din 1996 s-au desfășurat în perioada 20–25 iulie la Atlanta, Statele Unite.

## Clasament pe medalii
| Loc | Țară     | Aur | Argint | Bronz | Total |
| --- | -------- | --- | ------ | ----- | ----- |
| 1   | Rusia    | 4   | 2      | 1     | 7     |
| 2   | Italia   | 3   | 2      | 2     | 7     |
| 3   | Franța   | 2   | 2      | 3     | 7     |
| 4   | România  | 1   | 1      | 0     | 2     |
| 5   | Ungaria  | 0   | 1      | 2     | 3     |
| 6   | Cuba     | 0   | 1      | 1     | 2     |
| 7   | Polonia  | 0   | 1      | 0     | 1     |
| 8   | Germania | 0   | 0      | 1     | 1     |

## Evenimente

### Masculin
| Probă              | Aur                                                         | Argint                                                                        | Bronz                                                 |
| Spadă individual   | Aleksandr Beketov (RUS)                                     | Iván Trevejo (CUB)                                                            | Géza Imre (HUN)                                       |
| Spadă pe echipe    | Italia Sandro Cuomo Angelo Mazzoni Maurizio Randazzo        | Rusia Aleksandr Beketov Pavel Kolobkov Valeri Zaharevici                      | Franța Jean-Michel Henry Robert Leroux Éric Srecki    |
| Floretă individual | Alessandro Puccini (ITA)                                    | Lionel Plumenail (FRA)                                                        | Franck Boidin (FRA)                                   |
| Floretă pe echipe  | Rusia Dmitri Șevcenko Ilgar Mamedov Vladislav Pavlovici     | Polonia Piotr Kiełpikowski Adam Krzesiński Ryszard Sobczak Jarosław Rodzewicz | Cuba Elvis Gregory Rolando Leon Oscar García Perez    |
| Sabie individual   | Stanislav Pozdniakov (RUS)                                  | Serghei Șarikov (RUS)                                                         | Damien Touya (FRA)                                    |
| Sabie pe echipe    | Rusia Serghei Șarikov Grigori Kirienko Stanislav Pozdniakov | Ungaria Csaba Köves József Navarrete Bence Szabó                              | Italia Raffaello Caserta Luigi Tarantino Toni Terenzi |

### Feminin
| Probă              | Aur                                                                     | Argint                                              | Bronz                                              |
| Spadă individual   | Laura Flessel (FRA)                                                     | Valérie Barlois (FRA)                               | Gyöngyi Szalay (HUN)                               |
| Spadă pe echipe    | Franța Laura Flessel Sophie Moressée-Pichot Valérie Barlois             | Italia Laura Chiesa Elisa Uga Margherita Zalaffi    | Rusia Maria Mazina Iulia Garaeva Karina Aznavurian |
| Floretă individual | Laura Badea (ROU)                                                       | Valentina Vezzali (ITA)                             | Giovanna Trillini (ITA)                            |
| Floretă pe echipe  | Italia Francesca Bortolozzi-Borella Giovanna Trillini Valentina Vezzali | România · Laura Badea · Reka Szabo · Roxana Scarlat | Germania Anja Fichtel Sabine Bau Monika Weber      |

## Țări participante
224 de trăgători (136 de bărbăti și 88 de femei) din 46 de țări au participat la Atlanta 1996.
- Algeria (2)
- Argentina (4)
- Australia (1)
- Austria (3)
- Azerbaidjan (1)
- Belarus (1)
- Bolivia (1)
- Bulgaria (3)
- Canada (7)
- Cehia (1)
- China (9)
- Chile (1)
- Columbia (2)
- Coreea de Sud (13)
- Cuba (7)
- Danemarca (1)
- Elveția (5)
- Estonia (6)
- Finlanda (1)
- Franța (15)
- Georgia (1)
- Germania (15)
- Grecia (1)
- Guatemala (1)
- Israel (3)
- Italia (16)
- Japonia (4)
- Kazahstan (1)
- Kuweit (1)
- Luxemburg (1)
- Marea Britanie (2)
- Paraguay (1)
- Polonia (11)
- Portugalia (1)
- Puerto Rico (1)
- România (9)
- Rusia (15)
- Serbia și Muntenegru (1)
- Spania (11)
- Statele Unite ale Americii (15)
- Suedia (2)
- Tunisia (1)
- Ucraina (6)
- Ungaria (15)
- Uzbekistan (1)
- Venezuela (4)

## Legături externe
- Statistice Arhivat în 17 mai 2009, la Wayback Machine. pe Sports Reference